# Neupré
Neupré (en való Noûpré, trad. prat nou) és un municipi de Bèlgica a la província de Lieja, que forma part de la regió valona. A l'inici de 2008 tenia uns 9770 habitants.

## Història

### Neuville
Al segle xiii, Renier, fill de Tomàs del comte d'Hermalle, va decidir-se de construir un mas nou, en llatí Nova vila el que va donar el nom al poble. Aquest mas fortificat es trobava molt probablement a l'endret de l'actual castell.
Fins a la fi de l'antic règim, el feu va passar a diverses famílies nobles: els Dommartin, els Marteal de la Neufville, els de Warnant, els de Lannoy de Clervaux.
El 1693, el príncep-bisbe del principat de Lieja, Joan Lluís d'Elderen va atorgar el dret al poble de Neuville d'elegir cada any dos burgmestres per a administrar els afers locals i un tribunal.

### Plainevaux
A l'edat mitjana, la senyoria de Plainevaux Plana Vallis comprenia un alou de la cort del principat de Lieja i d'un feu que depenia de la cort de Brabant.
Del 1188, la finca pertanyia a l'abadia de Val-Saint-Lambert, una donació del comte Gilles de Clermont, els monjos van establir-s'hi breument el 1192, però aviat van deixar el lloc, que no era gaire còmode. Aleshores el comte Gilles va cedir la propietat a Enric III de Limburg. El 1316, el feu passà a Jaume de Tongeren que va donar-lo al duc Joan III de Brabant, excepte les possessions del principat bisbal de Lieja, el que explica la doble jurisdicció del territori. El 1649, l'abadia de val-Saint-Lambert va comprar-les terres brabançones i administrar-les fins a la revolució francesa.

### Rotheux
Rotheux pertanyia a la senyoria d'Esneux i el nucli de Rimière pertanyia a l'abadia de Val-Saint-Lambert. La principal activitat de Rotheux sempre va ser l'agricultura i més tard la ramaderia. El nucli va conèixer un activitat minera amb l'explotació del fer i del calcari.
El 1794, França va annexar el territori dels diversos nuclis de Neupré i integrar-los a la subdivisió administrativa revolucionària del departament de l'Ourte. Aquest va passar al Regne Unit dels Països Baixos (1815) i per fi a Bèlgica (1830). Les fronteres actuals del municipi van fixar-se el 1977. El nom prové d'un lloc dit del municipi, que també és l'acrònim dels quatre antics municipis: NEUville, Plainevaux, Rotheux i Éhein.

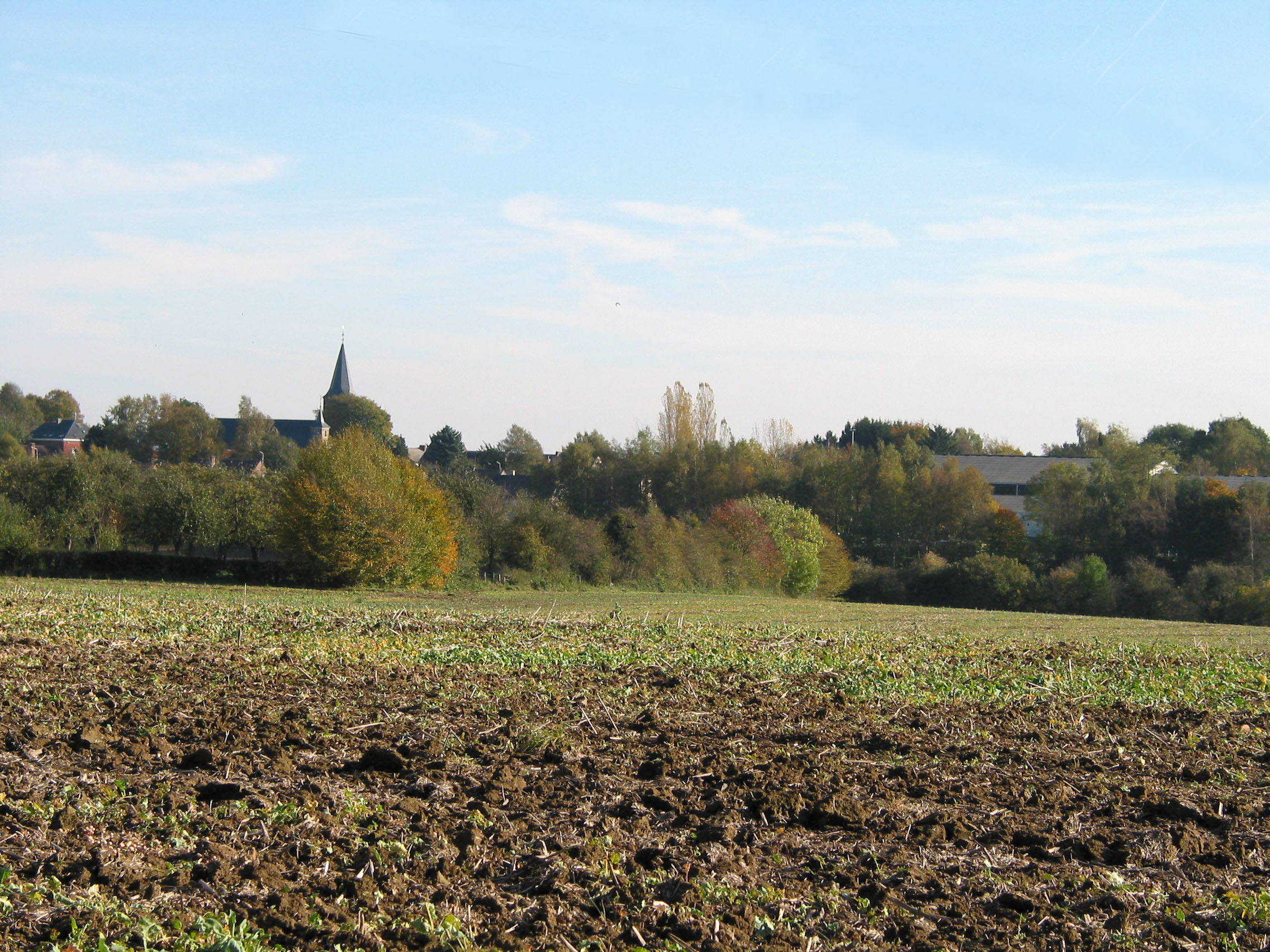
Rotheux, panorama
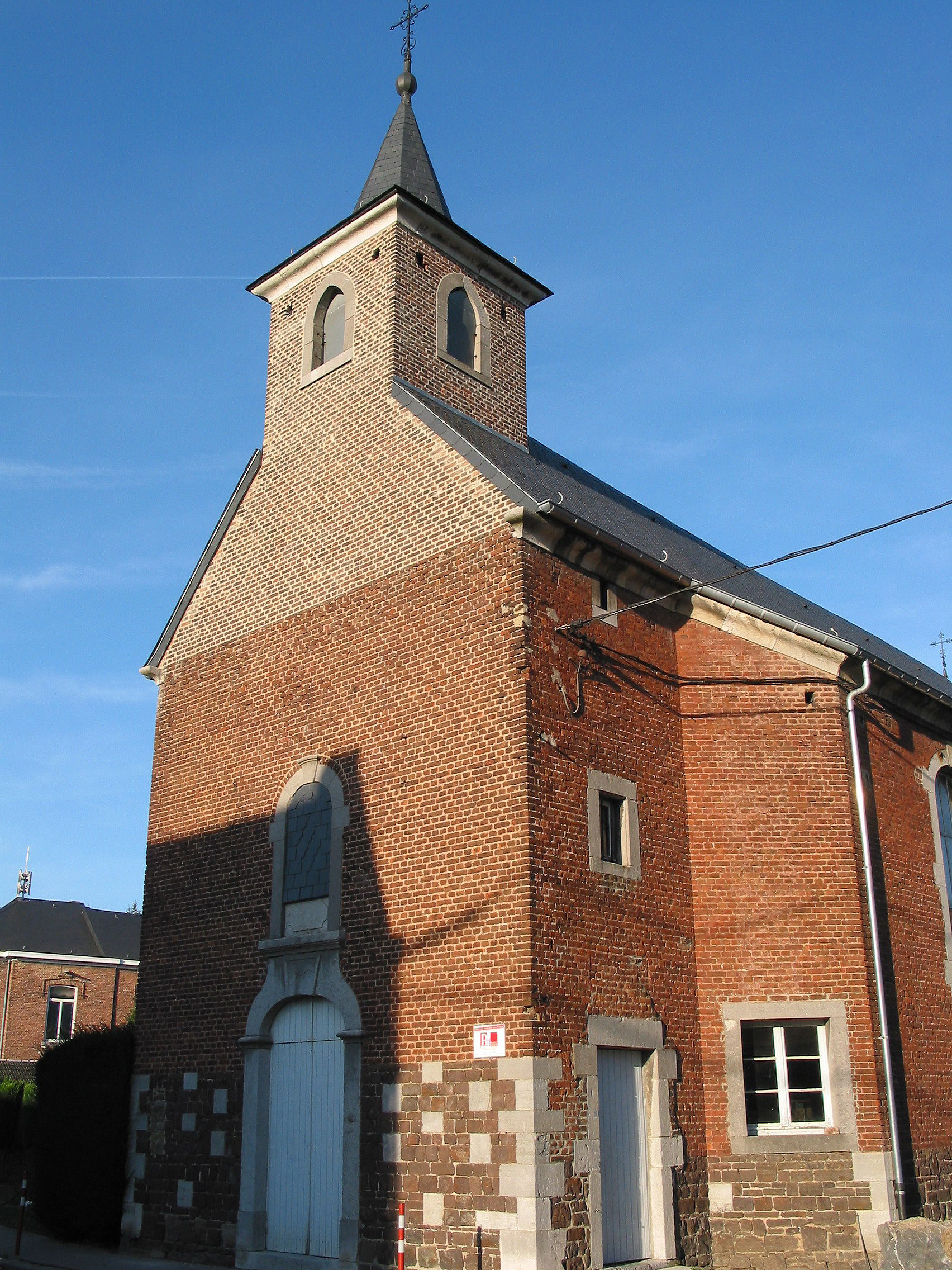
Rotheux-Rimière, capella de Sant Fermí
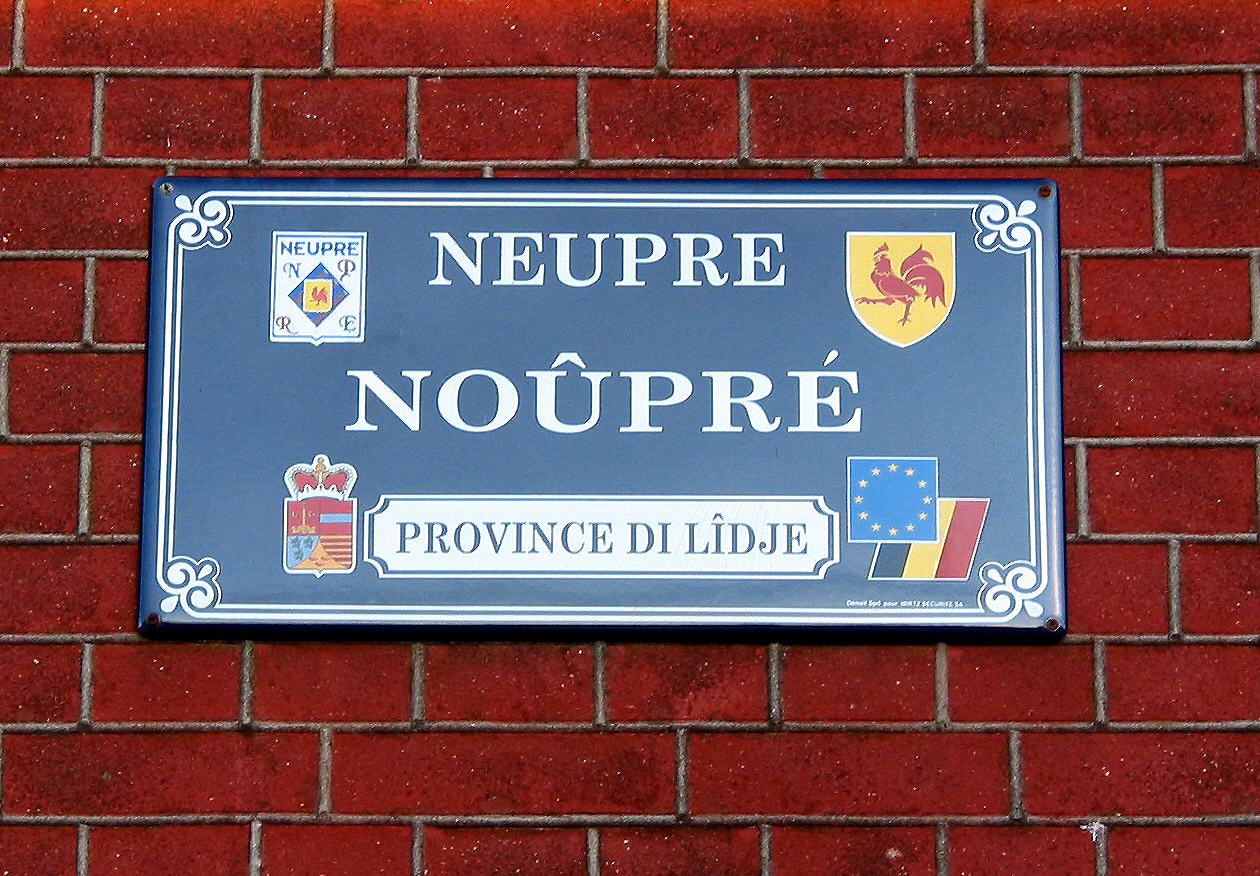

## Geografia i economia

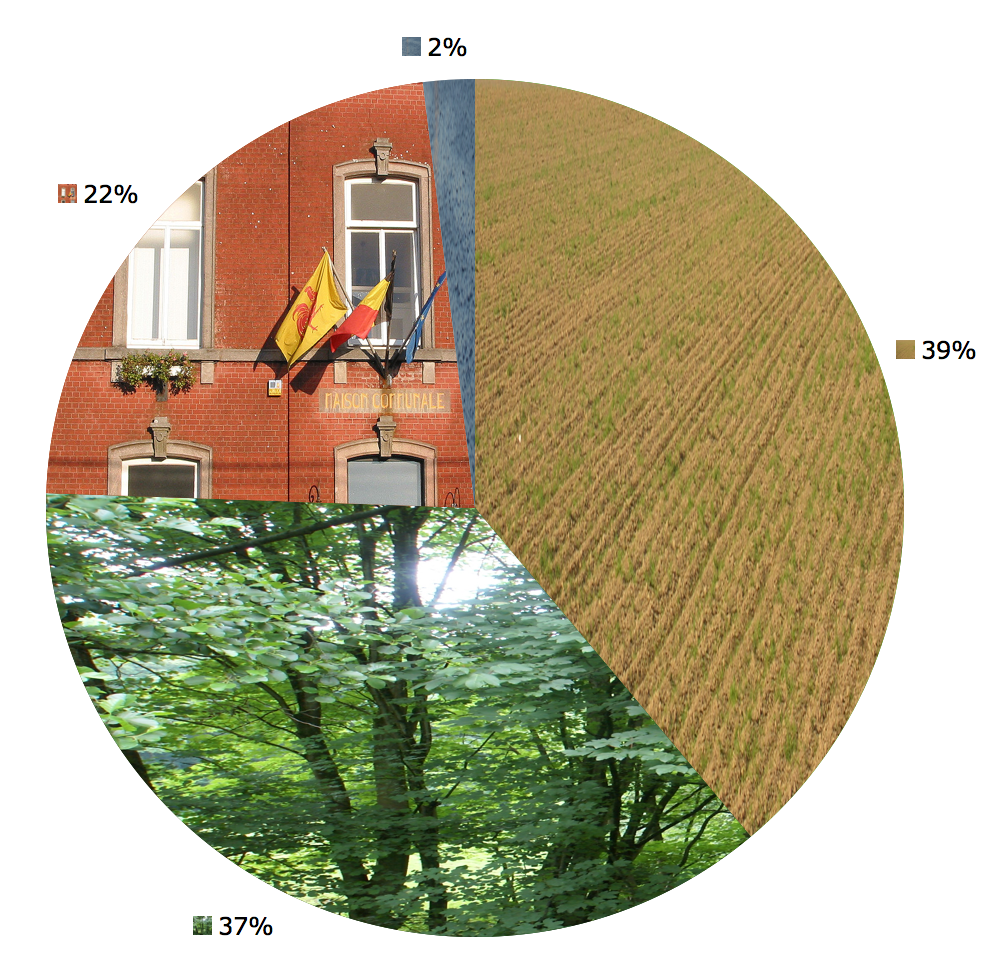
Utilització del sól
38,83% agricultura, 36,75% bosc, 22,40% construccions i carreteres i 2,03 diversos

Neupré és un municipi rural en camí d'urbanització, típic de la comarca del Condroz, del qual 38,83% de la superfície són terres de conreu i de pastures, 36,75% de bosc i 22,40% de construïdes (cases, carreteres…). L'activitat econòmica principals és el comerç.
L'altitud maximal és 267,5 m. L'eix principal és la route du Condroz, la carretera que connecta Lieja a Luxemburg via Marche-en-Famenne. El municipi es troba a la zona intrafluvial entre les conques del Mosa i de l'Ourthe, desguassada pels rius Fond des Rys, riu de Ville en Cour, riu de la Neuville i el Fond de Martin.

## Pobles i veïnats
- Éhein
- Neuville-en-Condroz
- Plainevaux
- Rotheux-Rimière
  - Strivay
  - Houte-Si-Plou

## Monuments i curiositats
- El Cementiri americà de les Ardenes on hi ha les restes de 5.328 soldats morts a la batalla de les Ardenes
- El castell de La Neuville
- La reserva natural de Rognac
- L'església i la capella de Fermí de Pamplona